# 所罗门的审判 (塞巴斯蒂亚诺·德尔·皮翁博)

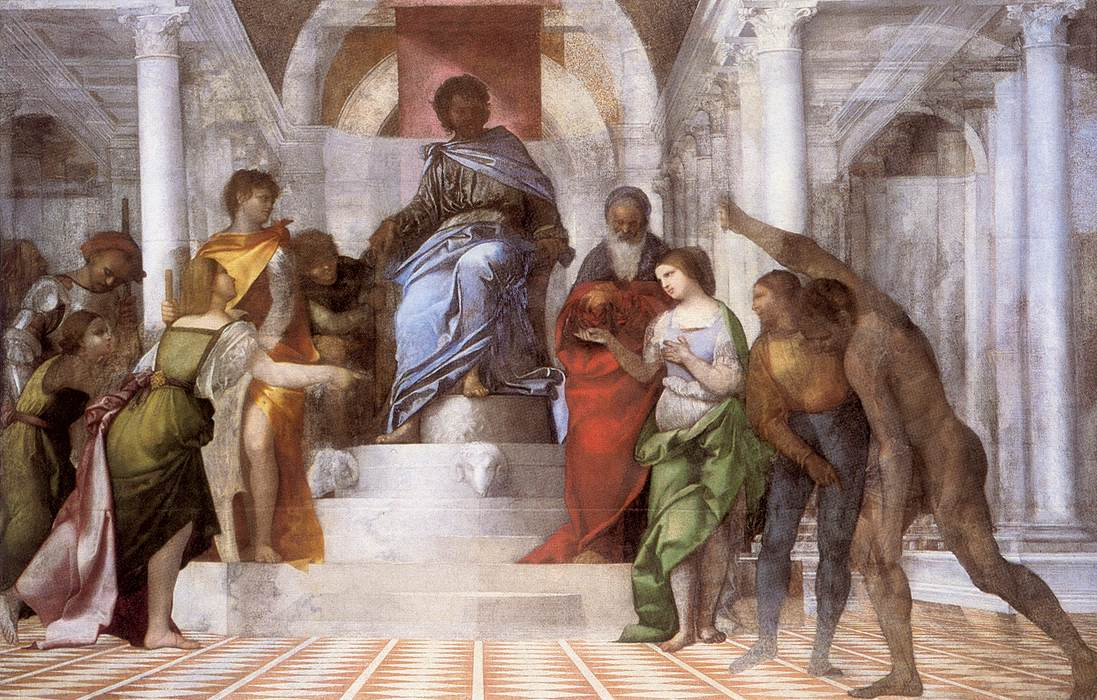
《所罗门的审判》

《所罗门的审判》是塞巴斯蒂亚诺德尔皮翁博的一幅布面油画，以 所罗门的审判 为主题，绘制于1505–1510 年，现藏于英国多塞特郡。 
这幅作品没有完成，是画家年轻时在家乡威尼斯时所作。订制者可能是十人委员会成员安德里亚·洛雷丹，在画家被征召去罗马时仍未完成。留着胡子的红衣男子借鉴了乔瓦尼·贝利尼的《圣匝加利亚祭坛画》，而登基的所罗门则借鉴了提香 的《教宗亚历山大六世将雅格伯·佩萨罗引荐给圣伯多禄》。右边的士兵可能借鉴了《博尔盖塞角斗士》，而这三个女人似乎是分别描绘了同一模特的正面、侧面和背面。 